# Ursonowate
Ursonowate (Erethizontidae) – rodzina nadrzewnych ssaków z podrzędu jeżozwierzowców (Hystricomorpha) w rzędzie gryzoni (Rodentia) zwana „nadrzewnymi jeżozwierzami”. Są blisko spokrewnione ze świnką morską, kapibarą i nutrią.

## Występowanie
Ursonowate występują na obszarach od północnej Argentyny poprzez Amerykę Środkową po Kanadę i Alaskę.

## Wygląd i tryb życia
Ursonowate są przede wszystkim zwierzętami nadrzewnymi i nocnymi, dnie spędzają śpiąc w kryjówkach, w dziuplach drzew i wśród korzeni. Mają ostre, 4-centymetrowe kolce, ułożone gładko na głowie, plecach, bokach ciała i ogonie (u jednego, brazylijskiego gatunku występują jedynie na głowie). W niebezpieczeństwie zwierzęta stroszą kolce za pomocą specjalnych mięśni. Ursonowate mają silne pazury i nagie opuszki na swych szerokich stopach i dzięki temu mogą mocno obejmować gałęzie w trakcie wspinaczki po drzewach. Koniec ogona może owijać się dookoła gałęzi i pełni wtedy funkcję piątej kończyny.

## Systematyka
Rodzina ursonowatych obejmuje następujące podrodziny:
- Chaetomyinae O. Thomas, 1897 – szczecinojeżaki – jedynym żyjącym współcześnie przedstawicielem jest Chaetomys subspinosus (Olfers, 1818) – szczecinojeżak brazylijski
- Erethizontinae Bonaparte, 1845 – ursony

Analiza filogenetyczna przeprowadzona przez Vossa, Hubbard i Jansę (2013) wykazała, że gatunki tradycyjnie zaliczane do rodzaju Coendou nie tworzą kladu, do którego nie należałyby także gatunki z rodzajów Echinoprocta i Sphiggurus; według tej analizy także gatunki tradycyjnie zaliczane do rodzaju Sphiggurus nie tworzą kladu, do którego nie należałyby też gatunki z rodzajów Coendou i Echinoprocta. Na tej podstawie autorzy zsynonimizowali rodzaje Echinoprocta i Sphiggurus z rodzajem Coendou, przenosząc zaliczane do nich gatunki do tego ostatniego rodzaju.
Opisano też jeden rodzaj wymarły o niepewnej pozycji systematycznej i nie klasyfikowany w żadnej z powyższych podrodzin:
- Cholamys Pérez, Arnal, Boivin, Vucetich, Candela, Busker & Mamani Quispe, 2018 – jedynym przedstawicielem był Cholamys tetralophodontus Pérez, Arnal, Boivin, Vucetich, Candela, Busker & Mamani Quispe, 2018